# Lea Dasberg

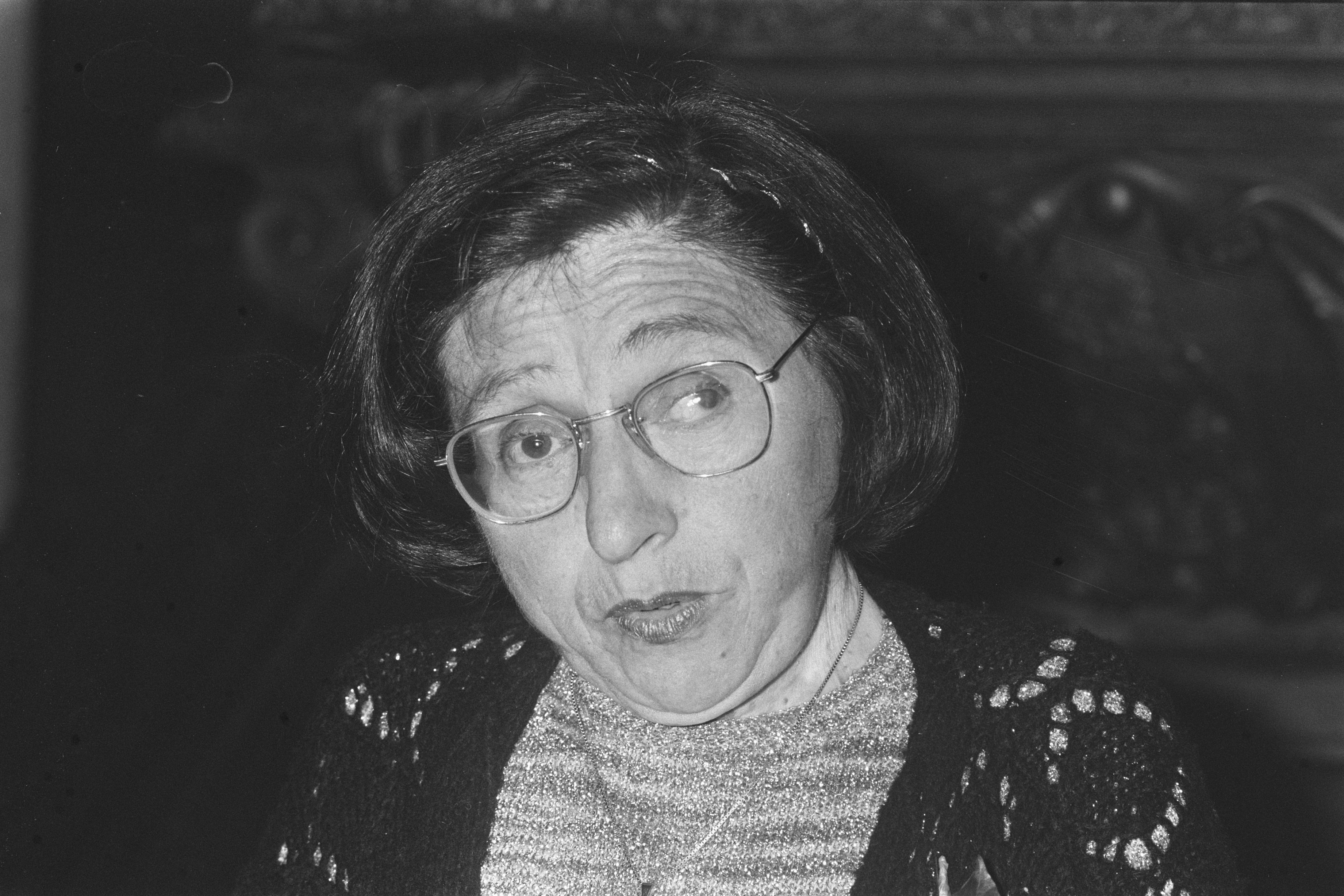
Lea Dasberg in 1987

Lena (Lea) Dasberg (Amsterdam, 18 oktober 1930 - Jeruzalem, 8 april 2018) was een Nederlands-Israëlisch historisch pedagoog.

## Levensloop
Lea Dasberg werd geboren in een Joods doktersgezin, waar ze een joods-orthodoxe opvoeding kreeg. Zij overleefde de oorlog in een Zwitsers sanatorium, waar ze tussen 1938 en 1946 verbleef. Terug in Nederland ontving zij privéles van doctor Jaap Meijer en bezocht zij vanaf 1950 het Vossius Gymnasium waar zij in 1952 haar diploma behaalde.
Dasberg studeerde geschiedenis aan de Universiteit van Amsterdam waar zij in 1965 promoveerde. Van 1959 tot 1970 was ze lerares geschiedenis aan het joodse Maimonides Lyceum. In die periode wordt haar belangstelling voor pedagogiek gewekt. In 1970 haalde professor Langeveld haar naar de Universiteit van Utrecht, waar ze tien jaar werkte als wetenschappelijk hoofdmedewerker in de historische pedagogiek aan het Instituut voor Pedagogische en Andragogische Wetenschappen (IPAW). 
Een belangrijke bijdrage leverde ze door het schrijven van Grootbrengen door kleinhouden in 1975, een boek over opvoedkunde, waarin ze stelt dat kinderen onvoldoende de mogelijkheid krijgen om zelfstandig volwassen te worden. Kinderen worden door de volwassene in een beschermd "Jeugdland" klein gehouden. Niettemin is het de taak van de opvoeders om de denkgrenzen van het kind te verruimen. Het boek kende in 1997 zijn vijftiende druk (in 2006 verscheen de 17e druk met Rembrandt-omslag); er werden tienduizenden exemplaren van verkocht, een bestseller in zijn categorie.
Van 1980 tot 1987 was Dasberg hoogleraar theoretische en historische pedagogiek aan de universiteit van Amsterdam. In 1985, tegen het eind van haar jaren als hoogleraar, emigreerde ze als zionist naar Israël om zich in Yeroham in te zetten voor de vernieuwing van het basisonderwijs. Vervolgens verhuisde ze naar Jeruzalem om in de nabijheid van haar vader te wonen. Daar werkte ze als publiciste.

## Belangrijkste publicaties
- Untersuchungen über die Entwertung des Judenstatus im 11. Jahrhundert, Academisch proefschrift, Mouton (Den Haag, 1965) (Ook verschenen als: Études juives, 11; Parijs, Mouton)
- Grootbrengen door kleinhouden als historisch verschijnsel, 1975, ISBN 90-6009-190-6
- Tocht naar de toekomst: onze geschiedenis in beeld, 1977, ISBN 90-01-20040-0
- Leren samenleven: ontwikkeling van gedrag in de eerste levensfase, 1978, ISBN 90-70157-02-0
- Meer kennis, meer kans: het Nederlandse onderwijs, 1843-1914, 1978, ISBN 90-228-3733-5
- Pedagogie in de schaduw van het jaar 2000 : of hulde aan de hoop, rede uitgesproken bij de aanvaarding van het ambt van gewoon hoogleraar aan de Universiteit van Amsterdam, 2 juni 1980, ISBN 90-6009-457-3
- Het kinderboek als opvoeder: twee eeuwen pedagogische normen en waarden in het historische kinderboek in Nederland, 1981, ISBN 90-232-1768-3
- Neveh Ya'akov: opstellen aangeboden aan dr. Jaap Meijer ter gelegenheid van zijn zeventigste verjaardag, 1982, ISBN 90-232-1960-0
- Pedagogiek als utopie, of Terug naar de vooruitgang, 1987, ISBN 90-6009-802-1
- Meelopers en dwarsliggers, lezing ter gelegenheid van het vijftigjarig jubileum van Trouw, Trouw (Amsterdam, 1993)
- Menswording tussen mode, management en moraal, 1996, ISBN 90-6508-241-7
- An intimate History of Jewish Childhood in the Western World 1723-1933, according to Autobiographies. (Trafford Publishing, 2009)

## Trivia
- In Arnhem en Zutphen zijn openbare basisscholen naar Lea Dasberg vernoemd.